# Richie Havens
Richard Pierce "Richie" Havens (21. januar 1941 - 22. april 2013) var en amerikansk folkemusiksanger og -guitarist. Han var kendt for sit intense og meget rytmebaserede guitarspil (ofte med åben guitarstemning), sine soulfyldte fortolkninger af pop- og folkesange samt for at have åbnet Woodstockfestivalen i 1969.